# Miloš Rus
Miloš Rus (ur. 4 kwietnia 1962 w Logatcu) – słoweński trener piłkarski i piłkarz grający na pozycji bramkarza.

## Kariera trenerska
Pracował jako trener w Brummellu Sendai, Slaviji Vevče, NK Factorze, NK Zagreb, Reprezentacji Słowenii U-18, NK Celje, NK Krka, Yokohama FC i ND Bilje.